# Michal Bubnič
Michal Bubnič (Hongaars: Bubnics Mihály) (Borinka, 22 mei 1877 - Rožňava, 22 februari 1945) was een Rooms-katholieke bisschop van Rožňava van 1939 tot 1945.

## Familie
Michal Bubnič was een zoon van timmerman Ján Bubnič en diens echtgenote Jozefína Magyer.

## Loopbaan

### Opleiding
Zoon Michal was leerling in de basisschool van zijn geboortedorp Borinka, en ook in Šamorín. De middelbare school volgde hij in Svätý Jur, Bratislava en ten slotte in Esztergom waar hij op 14 juni 1896 afstudeerde. In deze stad volgde hij naderhand ook de studie theologie.

### Priester
Op 22 juni 1900 werd hij (op 23-jarige leeftijd) in Svätý Jur priester gewijd.
Benevens zijn moedertaal sprak hij uitmuntend Hongaars: zijn naam schreef hij volgens de Hongaarse spelling.
Michal Bubnič werkte tussen 1900 en 1902 als kapelaan in Svätý Jur en daarna, tot 1908, in Piešťany. In samenwerking met seculiere diensten organiseerde hij educatieve lezingen. Hij richtte een coöperatie op, die bijdroeg tot het plaatselijk welzijn. 

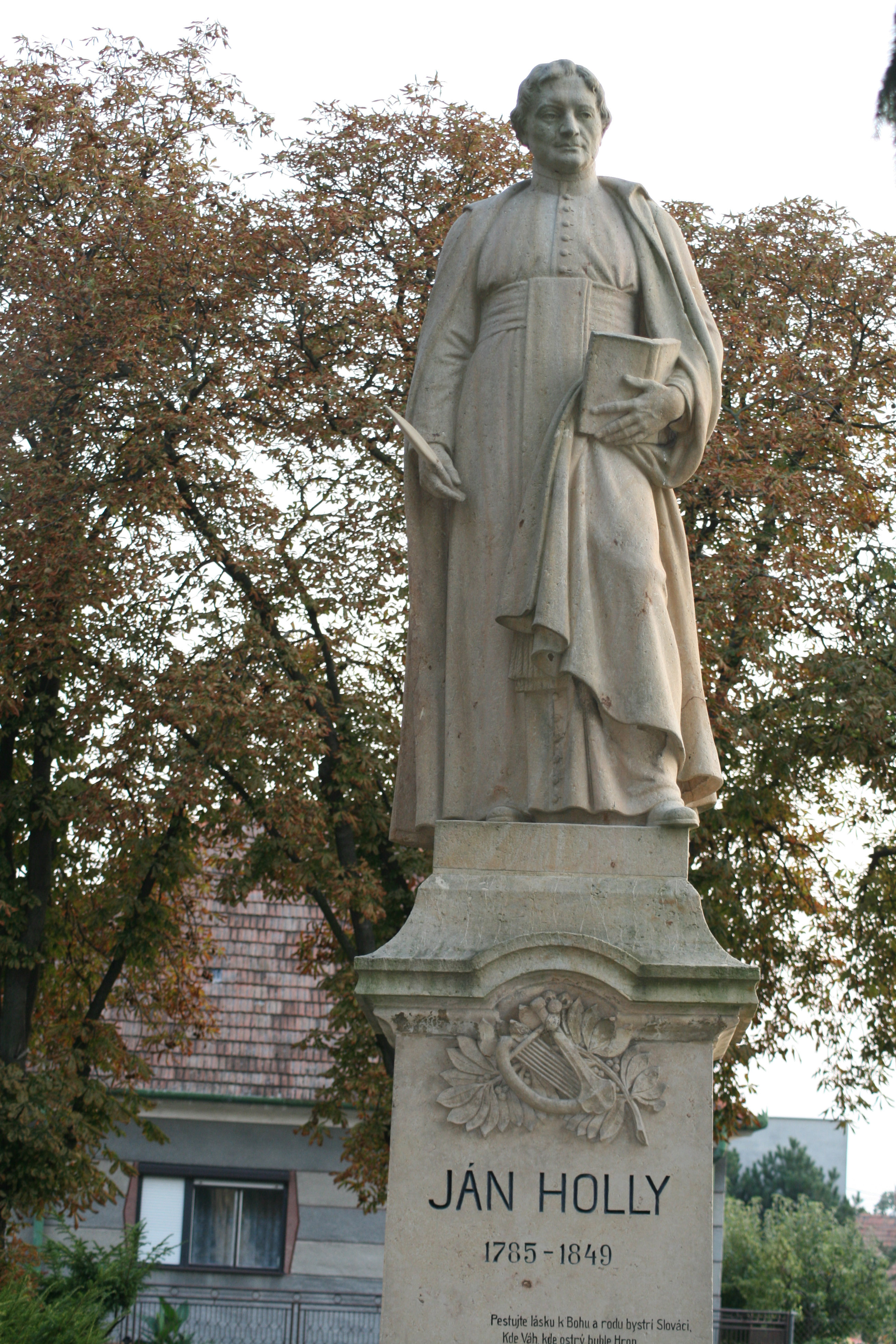
Michal Bubnič richtte in Madunice een standbeeld op, voor zijn voorganger Ján Hollý.

In 1908 werd hij overgeplaatst naar Madunice, waar hij vooreerst de functie van parochiaal administrator waarnam, en waar hij nadien -tot 1923- pastoor werd. Ten behoeve van de bevolking stichtte hij er een kredietinstelling, bouwde een school evenals lerarenappartementen, en een coöperatief huis. Voor zijn voorganger, pastoor en dichter Ján Hollý, en richtte hij een standbeeld op.
In 1919 richtte Bubnič een jeugdvereniging Slovenská Omladina  op, met afdelingen voor de gebruikelijke plaatselijke taalgroepen: Slowaakstalige -, Duits - en Hongaarstalige afdelingen. In totaal waren ongeveer 20.000 jongeren lid van deze groepen.
Eind 1923 kwam Michal Bubnič als verantwoordelijke voor onderwijs naar Topoľčany: ook daar richtte hij een cultureel centrum en een volksschool op. Daarenboven werd hij omstreeks die tijd aangesteld als kamerheer van de paus.

### Bisschop

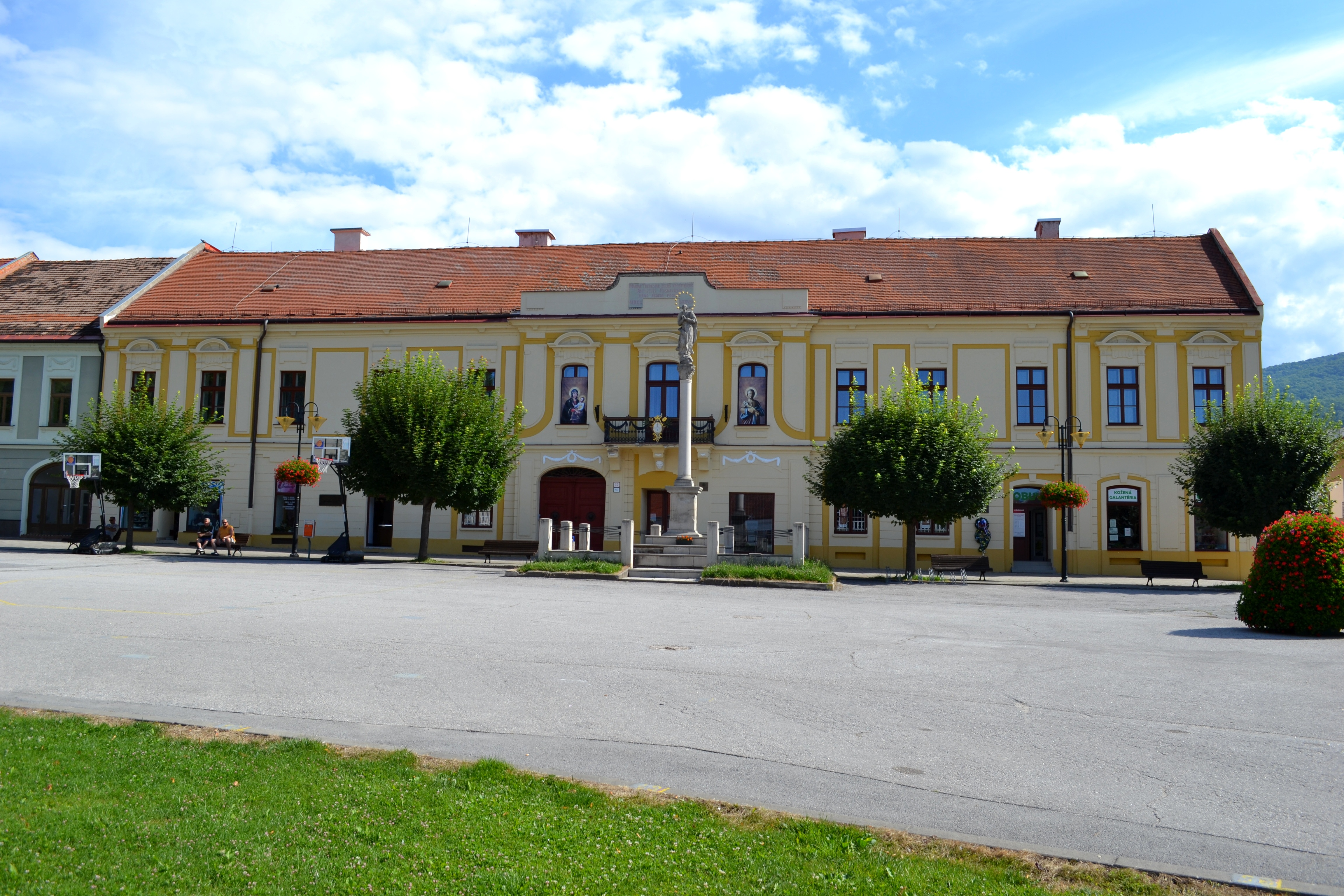
Bisschoppelijk paleis in Rožňava.

Op 31 oktober 1925 benoemde Paus Pius XI hem tot titulair bisschop van het voormalige bisdom Scillium (Romeins Africa) en eveneens tot apostolisch administrator van het bisdom Rožňava. Dit gebeurde zonder de voorafgaande toestemming van de Hongaarse en Tsjecho-Slowaakse regeringen. Hij werd op 8 december 1925 in de Sint-Maartenskathedraal in Bratislava bisschop gewijd. De consecratie gebeurde onder leiding van bisschop Marián Blaha (°1869 - †1943) van het bisdom Banská Bystrica, samen met apostolisch administrator Jozef Čársky (°1886 - †1962) van het aartsbisdom Košice en apostolisch administrator Pavol Jantausch (°1870 - †1947) van het aartsbisdom Trnava.
Michal Bubnič bezette zijn administratorzetel in Rožňava vanaf 15 december 1925.
Vanaf 1928 had de Tsjecho-Slowaakse regering de bedoeling om het betrokken bisdom te ontbinden en de bisschopszetel over te plaatsen naar de hoofdstad Bratislava. Met dat doel stuurde ze een commissie naar het Vaticaan maar het verzet van Bubnič, Jozef Čársky en János Vojtassák was voldoende om de mutatie te verhinderen.
Bubnič betrok actief bepaalde kringen van Hongaarse universiteitsstudenten bij de Katholieke Actie.
Anno 1938 vertrouwde Paus Pius XI hem de leiding toe voor de organisatie van het Internationaal Eucharistisch Congres in Boedapest.
De staatkundige perikelen eigen aan het Interbellum, hadden ook gevolgen voor de kerkelijke indeling van het bisdom Rožňava. Na de Eerste arbitrage van Wenen (1939), toen Rožňava een deel van Hongarije werd, bleef Bubnič actief in Rožňava.
Door de pauselijke bul Diocesium Fines  van 9 juli 1939 hechtte Paus Pius XII het gedeelte van het bisdom Rožňava dat op het Hongaarse grondgebied lag, als suffragaan bisdom aan het aartsbisdom Eger. 
Vervolgens werd Michal Bubnič op 1 oktober 1939 aangesteld als diocesane bisschop van het op Slowaaks grondgebied gelegen bisdom Rožňava.

## Overlijden
Op 9 januari 1945 -tijdens de Tweede Wereldoorlog- verschaften partizanen zich eigenmachtig toegang tot het bisschoppelijk paleis in Rožňava. Na deze ongeregeldheden werd Michal Bubnič opgenomen in een ziekenhuis waar hij ruim een maand later, op 22 februari, overleed. Men schrijft zijn overlijden toe, aan verwondingen die hij opliep tijdens de huisvredebreuk door de partizanen. 
Bisschop Bubnič werd begraven op de familiebegraafplaats in Bratislava.